# 1981 في الأوروغواي
فيما يلي قوائم الأحداث التي وقعت خلال عام 1981 في الأوروغواي.

## سياسة

### تعيين في المنصب
- 1 سبتمبر – غريغوريو كونرادو ألفاريز رئيس الأوروغواي.

### انتهاء فترة المنصب
- 1 سبتمبر – أباريسيو مينديس رئيس الأوروغواي.

## مواليد

### يناير
- 8 يناير – سيباستيان إغورين لاعب كرة قدم أوروغواياني.

### مايو
- 22 مايو – مارتين أوسيماني لاعب كرة سلة أوروغواياني.

### أغسطس
- 14 أغسطس – خوان مانويل أوليفيرا لاعب كرة قدم أوروغواياني.

## وفيات

### يناير
- 19 يناير – البرتو هيبر حاجب (مواليد 1918) سياسي أوروغواياني.

### مايو
- 14 مايو – ميكيلي أندريولو (مواليد 1912) لاعب كرة قدم إيطالي.

### يونيو
- 21 يونيو – ألبيرتو سوبيتشي (مواليد 1898) لاعب كرة قدم أوروغواياني.

### ديسمبر
- 4 ديسمبر – زويلو سالدومبيدي (مواليد 1905) لاعب كرة قدم أوروغواياني.